# Boardman (Oregon)
Boardman az Amerikai Egyesült Államok északnyugati részén, Oregon állam Morrow megyéjében, a Columbia-folyótól délre, az Interstate 84 mentén, Hermistontól 40 km-re nyugatra, Portlandtől pedig 264 km-re keletre helyezkedik el. A 2010. évi népszámláláskor 3220 lakosa volt. A város területe 10,8 km², melyből 0,98 km/2 vízi.
A településtől 6,4 km-re délnyugatra fekszik a város tulajdonában lévő Boardmani repülőtér.

## Történet
A terület első telepese az 1903-ban ideköltöző Samuel Herbert Boardman, az állami parkok fenntartásáért felelős Oregon Parks and Recreation Department főfelügyelője volt. Boardman és felesége 13 éven át dolgoztak a helyi földek öntözésén; ezalatt a feleség tanított, a férj pedig vasútépítéseken dolgozott. Később a Union Pacific Railroad állomást létesített itt. A helyiség területét 1916-ban jelölték ki; Samuel ekörül kezdett az autópályahivatalnál dolgozni, és résztvenni az útmenti parkok fejlesztésében.
A helyi postahivatal 1916-ban nyílt meg, a település pedig 1921-ben kapott városi rangot. Az 1960-as években a Columbia-folyón emelt John Day-gát miatt a várost délre költöztették át; eredeti területének nagy részét a mai gát mögött fekvő Umatilla-tó foglalta el.

## Éghajlat
A város éghajlata a Köppen-skála szerint félszáraz (BSk-val jelölve). A legcsapadékosabb a december–január-, a legszárazabb pedig a július–augusztus közötti időszak. A legmelegebb hónap augusztus, a leghidegebb pedig január.
| Hónap                                   | Jan.  | Feb.  | Már.  | Ápr. | Máj. | Jún. | Júl. | Aug. | Szep. | Okt.  | Nov.  | Dec.  | Év    |
| --------------------------------------- | ----- | ----- | ----- | ---- | ---- | ---- | ---- | ---- | ----- | ----- | ----- | ----- | ----- |
| Rekord max. hőmérséklet (°C)            | 21,0  | 23,0  | 27,0  | 33,0 | 39,0 | 41,0 | 43,0 | 42,0 | 38,0  | 31,0  | 24,0  | 20,0  | 43,0  |
| Átlagos max. hőmérséklet (°C)           | 5,2   | 8,8   | 14,3  | 18,7 | 23,0 | 27,4 | 32,3 | 31,4 | 26,3  | 19,0  | 10,6  | 5,2   | 18,6  |
| Átlaghőmérséklet (°C)                   | −1,1  | 3,6   | 7,7   | 11,6 | 15,6 | 19,8 | 23,6 | 22,9 | 17,8  | 11,5  | 5,6   | 1,5   | 11,7  |
| Átlagos min. hőmérséklet (°C)           | −3,0  | −1,6  | 1,0   | 4,2  | 8,2  | 12,1 | 14,9 | 14,3 | 9,3   | 4,0   | 0,5   | −2,3  | 5,2   |
| Rekord min. hőmérséklet (°C)            | −25,0 | −25,0 | −12,0 | −6,0 | −1,0 | 2,0  | 4,0  | 4,0  | −4,0  | −12,0 | −23,0 | −26,0 | −26,0 |
| Átl. csapadékmennyiség (mm)             | 31    | 22    | 17    | 17   | 18   | 13   | 6    | 7    | 10    | 15    | 29    | 34    | 219   |
| Forrás: Western Regional Climate Center |       |       |       |      |      |      |      |      |       |       |       |       |       |

## Népesség

### 2010
A 2010-es népszámláláskor a városnak 3220 lakója, 964 háztartása és 759 családja volt. A népsűrűség 327,9 fő/km2. A lakóegységek száma 1017, sűrűségük 103,6 db/km2. A lakosok 60,1%-a fehér, 0,7%-a afroamerikai, 0,9%-a indián, 2,4%-a ázsiai, 0,3%-a a Csendes-óceáni szigetekről származik, 33%-a egyéb, 2,6%-a pedig kettő vagy több etnikumú. A spanyol vagy latino származásúak aránya 61,7% (48,9% mexikói, 0,2% Puerto Ricó-i,  12,6% egyéb spanyol vagy latino származású.)
A háztartások 53,2%-ában élt 18 évnél fiatalabb. 54,9% házas, 14,7% egyedülálló nő, 9,1% egyedülálló férfi, 21,3% pedig nem család. 14,7% egyedül élt; 3,9%-uk 65 éves vagy idősebb. Egy háztartásban átlagosan 3,34 személy élt; a családok átlagmérete 3,7 fő.
A medián életkor 27,5 év volt. A város lakóinak 35,1%-a 18 évesnél fiatalabb, 11,4% 18 és 24 év közötti, 28,9%-uk 25 és 44 év közötti, 18,8%-uk 45 és 64 év közötti, 5,8%-uk pedig 65 éves vagy idősebb. A lakosok 53,3%-a férfi, 46,7%-a pedig nő.

### 2000
A 2000-es népszámláláskor  a városnak 2855 lakója, 853 háztartása és 686 családja volt. A népsűrűség 290,7 fő/km2. A lakóegységek száma 947, sűrűségük 96,4 db/km2. A lakosok 55,24%-a fehér, 0,39%-a afroamerikai, 1,93%-a indián, 0,7%-a ázsiai, 0,11%-a a Csendes-óceáni szigetekről származik, 38,74%-a egyéb-, 2,91%-a pedig kettő vagy több etnikumú. A spanyol vagy latino származásúak aránya 50,12% (42,8% mexikói, 0,1% Puerto Ricó-i,  7,2% pedig egyéb spanyol/latino származású.)
A háztartások 53%-ában élt 18 évnél fiatalabb. 57,4% házas, 14,4% egyedülálló nő; 19,5% pedig nem család. 14,7% egyedül élt; 4%-uk 65 éves vagy idősebb. Egy háztartásban átlagosan 3,33 személy élt; a családok átlagmérete 3,66 fő.
A város lakóinak 38,1%-a 18 évesnél fiatalabb, 11% 18 és 24 év közötti, 30,5%-uk 25 és 44 év közötti, 15%-uk 45 és 64 év közötti, 5,3%-uk pedig 65 éves vagy idősebb. A medián életkor 25 év volt. Minden 100 nőre 109,9 férfi jut; a 18 évnél idősebb nőknél ez az arány 114,8.
A háztartások medián bevétele 32 105 amerikai dollár, ez az érték családoknál $32 543. A férfiak medián keresete $30 000, míg a nőké $21 765. A város egy főre jutó bevétele (PCI) $12 297. A családok 16,3%-a, a teljes népesség 20,1%-a élt létminimum alatt; a 18 év alattiaknál ez a szám 26,2%, a 65 évnél idősebbeknél pedig 6,7%.

## Gazdaság

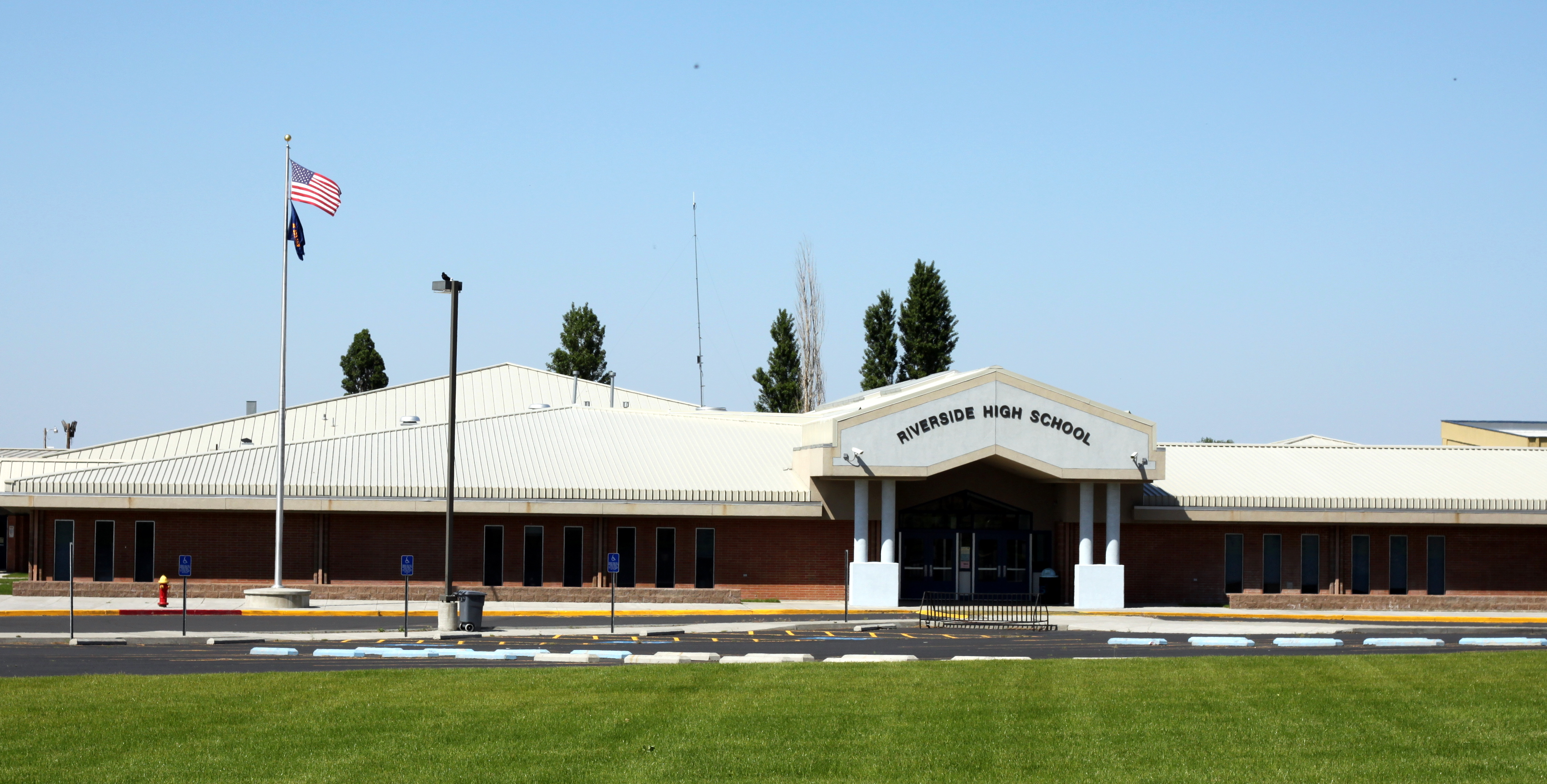
A Riverside Junior/Senior High School

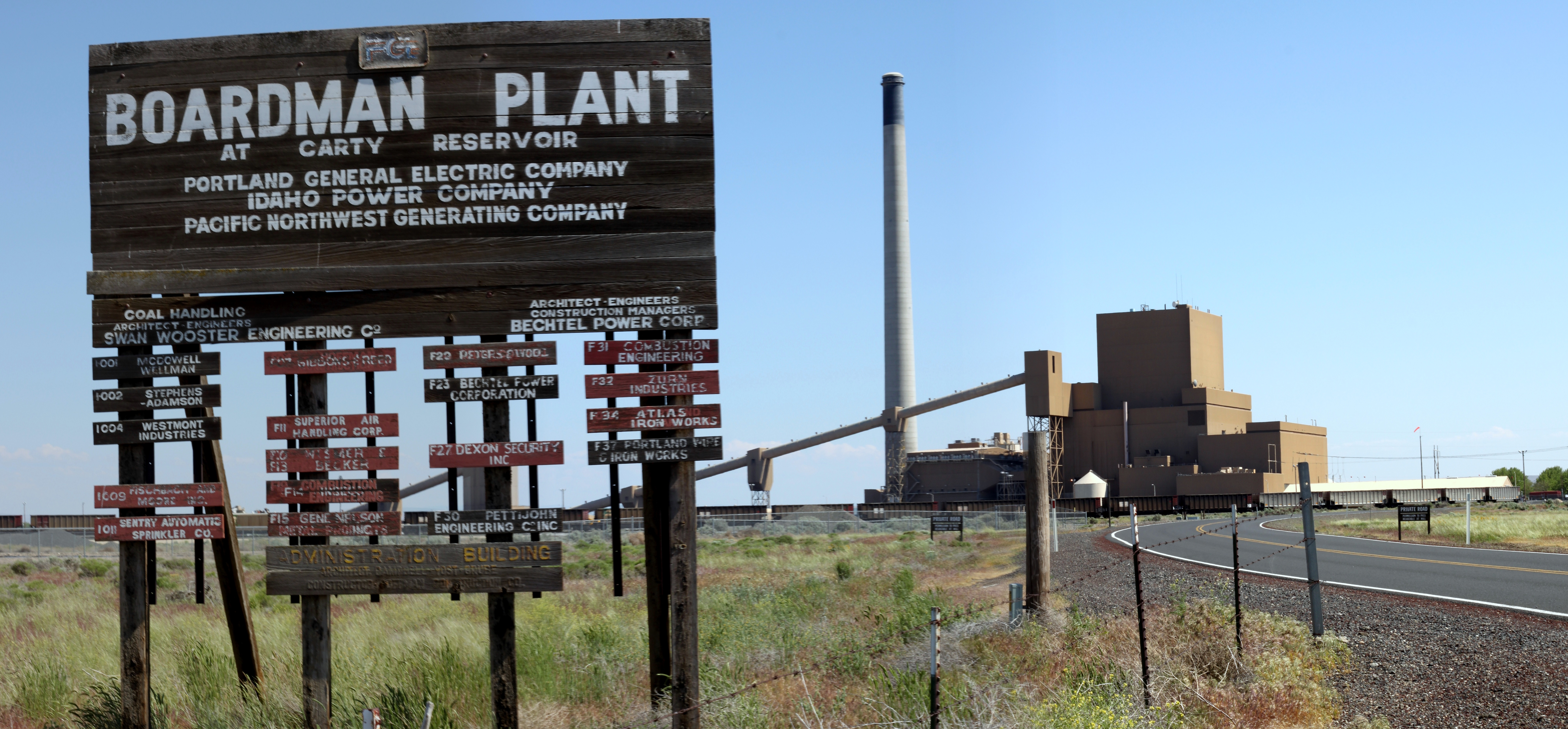
Külterületi szénerőmű

A város mellett, a Columbia-folyónál található morrow-i kikötő Oregon második legnagyobbika. A Portland General Electric két gázerőművet üzemeltet a létesítményben, valamint a városban található egy 1980-ban létesített szénerőművük is, amelyet a tervek szerint 2020-ban leállítanak. A településtől 16 km-re keletre, az Interstate 82 és -84 kereszteződésétől északkeletre található az Umatilla Chemical Depot területén működő Umatilla Chemical Agent Disposal Facility, valamint a helyiségtől 12 km-re keletre van az irrigoni halgazdaság.
A The Oregonianban egy 2008 novemberében megjelent cikk szerint a kikötő 36 négyzetkilométeres területén folyamatban van egy adatközpont építése az Amazon.com számára, melynek ellátásához egy 10 megawattos elektromos alállomást terveztek. A helyszínt egy adatközpontokkal foglalkozó weboldal javasolta, miután az Amazon Web Services gyors növekedésnek indult; 2008 elején az Amazon adatai alapján az Amazon S3 29 milliárd elemet tárolt. A beruházással Boardman lett a második város a Columbia-folyó mentén, ahol hasonló méretű adatközpont található (a másik a Google The Dalles-i létesítménye). 2012-ben az Apple bejelentette, hogy szerverfarmot terveznek a Crook megyei Prineville-ben, ahol a Facebook már korábban építtetett egy hasonlót. A kikötőben később a Rackspace is adatközpont építtetését fontolgatta.
2007-ben a Pacific Ethanol, Inc. egy etanol-előállító üzemet hozott létre, amely gabonafélék feldolgozásával évi 150 000 hektoliternyi üzemanyagot állít elő. A ZeaChem bemutató céllal létesített bioüzeme fahulladék feldolgozásával évi 950 hektoliternyi etanolt tudott előállítani, de ezt 95 000 hektoliterre szerették volna növelni. 2013 áprilisában a vállalat pénzügyi gondokra hivatkozva felfüggesztette a termelést, de reményeik szerint később újraindítják azt.

### Legnagyobb foglalkoztatók
A legnagyobb foglalkoztatók a 2013-as adatok alapján:
| Foglalkoztató               | Alkalmazottak száma |
| --------------------------- | ------------------- |
| Lamb Weston                 | 370                 |
| Oregon Potato Company       | 125                 |
| Portland General Electric   | 113                 |
| Morrow megyei Iskolakerület | 106                 |
| Boardman Foods              | 100                 |

### Szénexport
Az ausztrál Ambre Energy Limited bejelentette, hogy a helyi kikötőt az Ázsiába irányuló szénszállítmányok átrakóhelyeként használná. Az évi 8 millió tonnányi nyersanyag a Wyomingban és Montanában található Powder-folyami-medencéből vasúton érkezne a kikötőbe, ahonnan a Columbia-folyón uszályokkal St. Helensbe juttatnák; az árut onnan hajókkal juttatnák el a célállomásra (Kínába, Japánba, Dél-Koreába és egyéb ázsiai országokba).
A tranzitpont ötlete vitákat szült: egyesek gazdasági fellendülést láttak benne, mások viszont a környezeti hatások miatt aggódtak. 2013. augusztus 12-én lezárult a társadalmi egyeztetés; az állami földhivatal a 2014. augusztus 18-án meghozott döntésében a terminál kialakítását végül nem engedélyezte.

## Fordítás
Ez a szócikk részben vagy egészben  a   Boardman, Oregon című angol Wikipédia-szócikk ezen változatának fordításán alapul.  Az eredeti cikk szerkesztőit annak laptörténete sorolja fel. Ez a jelzés csupán a megfogalmazás eredetét és a szerzői jogokat jelzi, nem szolgál a cikkben szereplő információk forrásmegjelöléseként.